# Boult-aux-Bois
Boult-aux-Bois é uma comuna francesa na região administrativa de Grande Leste, no departamento Ardenas. Estende-se por uma área de 14,78 km². Em 2010 a comuna tinha 140 habitantes (densidade: 9,5 hab./km²).